# Parafia św. Piotra w Okowach w Białej k. Wielunia
Parafia Świętego Piotra w Okowach w Białej koło Wielunia – parafia rzymskokatolicka w Białej koło Wielunia. Należy do dekanatu Wieluń – Najświętszej Maryi Panny Pocieszenia archidiecezji częstochowskiej. Została utworzona w 1430 roku. Z parafii pochodzi ks. bp Jan Wątroba.

## Proboszczowie
- ks. Augustyn Kryszczon (1895–1902)[4]

- ks. Andrzej Muchański (1902–1941)[4]
- ks. Czesław Muszkiet (1945–1961)[4]
- ks. Stanisław Buchalski (1962–1965)[4]
- ks. Eugeniusz de Ville (1965–1966)[4]
- ks. Stanisław Łyp (1966–1976)[4]
- ks. kan. Edmund Malatyński (1976–2008)[4]
- ks. kan. Mirosław Franciszek Rapcia (2008–2024)[5][6]
- ks. kan. Marek Gaborski (2024 – obecnie)[7]